# Interlingue-Union
A Interlingue-Union ou União Interlingue é uma organização central internacional, que divulga a língua auxiliar internacional Interlingue. A IU existe desde 1929 e atualmente tem sua sede na Suíça. A União é absolutamente neutra nos campos políticos, religiosos e outros.
O objetivo da IU é a divulgação e utilização do Interlingue como língua internacional.
A IU é a organização editora da revista Cosmoglotta.

## Órgãos da IU
1° O Comitê Diretivo(CD) é eleito por votação entre todos os membros da IU. Ele consiste em um presidente, um secretário, um vice-secretário e admissão de outros 4 membros. Ele é o órgão executivo da IU e gera todos os afazeres administrativos dela. A colaboração dos membros é mantida por um regulamento especial. Os mandatos são limitados a 4 anos e há reeleição.
2° O Órgão oficial da IU é a Cosmoglotta. O redator e o administrador são nomeados pelo CD. As atividades são subordinadas pelas decisões deste. Os dois oficiais podem ser convidados. O preço de abandonamento é regulado pelo administrador em consenso com o CD. As modalidades de interações financeiras (pagamento do abandonamento a Cosmoglotta e das contribuições membrais) são regulados por um regulamento especial.
3° A Academia de Interlingue é uma instância suprema lingual da IU. Ela decide por todas as questões referentes a regulação da língua e suas decisões são autorizadas por todos os membros da IU. Os membros da Academia são eleitos por votação geral e devem ser renovados por cooperação. O redator da Cosmoglotta é o membro do juri da Academia. A comutação no CD e na Academia é convidável.
4° A dissolução da IU é subordinada a aprovação de 2/3 de seus membros. O CD decide pela propriedade da IU.
5° Todas as decisões, seja do CD, seja da IU, considerando uma eventual mudança do objetivo da IU deve ser considerado legalmente nulas.